# Ebroí
Ebroí (mort el 681) fou majordom de palau de Nèustria des de vers el 659 al 674 i del 675 al 681. Hauria estat nomenat poc temps després de l'inici del regnat de Clotari III (657–673) pels grans del regne, a la mort del majordom Erquinoald. A la mort del rei el setembre del 673 va posar al tron a Teodoric III, germà del difunt, però no va aconseguir el suport de la noblesa i aviat fou enderrocat i Teodoric va haver de renunciar en favor del seu germà Khilderic II d'Austràsia (662–675) que era més gran que Teodoric. Ebroí fou tancat en un monestir (Luxeuil) igual que Teodoric (Saint-Denis). El bisbe Leodegari d'Autun, conseller de Khilderic II, va retreure al rei el seu matrimoni incestuós amb una parenta propera i el rei el va enviar a l'exili a Luxeuil amb Ebroí.
A la mort de Khilderic II el 675 Teodoric fou cridat del seu exili a Saint-Denis i proclamat rei de Nèustria i Borgonya a Saint-Cloud mentre Dagobert II era proclamat rei d'Austràsia. Teodoric va nomenar majordom de Nèustria a Leudosi, fill de l'antic majordom Erquinoald. Quasi immediatament Ebroí va fugir de Luxeuil, i es va declarar per Teodoric; el mateix va fer Leodegari d'Autun que es va erigir en principal conseller de Teodoric. Llavors Ebroí es va dirigir a Austràsia i va iniciar l'agitació a la Xampanya i altres regions i va fer córrer el rumor de la mort de Teodoric proclamant com a rei a Clodoveu III, suposat fill de Clotari III però de fet una creació de l'antic majordom; la noblesa austrasiana que no tenia interès a ser governada per Teodoric de Nèustria, tot i saber que no era certa la mort de Teodoric, va reconèixer a Clodoveu III, especialment a les províncies meridionals: Xampanya, Alvèrnia, Roergue, Albigès, Velai, Gavaldà i Uzès mentre Dagobert era reconegut a la part septentrional i oriental d'Austràsia.
Els territoris que no van reconèixer a Clodoveu III foren assolats i es va crear una situació de gran confusió augmentada per les activitats dels governadors o ducs provincials molts dels quals van actuar com a senyors independents i en general van prendre decisions agosarades. Llavors Ebroí es va dirigir a Borgonya on va fer diversos progressos i es va enfrontar amb el bisbe Leodegari d'Autun, que s'oposava a la seva progressió per Borgonya. Ebroí va marxar contra la ciutat d'Autun on Leodegari va quedar assetjat i veient que no podia resistir, es va rendir sense lluita per evitar patiments a la població, i li arrancaren els ulls i part dels llavis i de la llengua (676); el seu germà, Garí o Guerí senyor de Vergy a Borgonya, fou executat.
Llavors Ebroí va avançar cap a Lió que va assetjar sense èxit, havent de retirar-se al cap de poc. Aquest fracàs li va fer veure la seva debilitat i va comprendre que li calia pactar amb Teodoric de Nèustria i Borgonya, i finalment va pactar amb aquest rei el nomenament com a majordom de Nèustria a canvi d'abandonar el suport com a rei d'Austràsia de Clodoveu III (que consta mort el 675) deixant doncs el camí obert a Teodoric per ser reconegut com a rei a Austràsia meridional. Teodoric el va perdonar i li va donar plens poders. Va fer matar el majordom Leudosi i va ocupar aquest lloc deixant a Teodoric només el títol de rei, sense cap poder. Va enviar a l'exili a un gran nombre de senyors de Nèustria i de Borgonya que se li oposaven alguns dels quals van haver de fugir creuant el riu Loira cap a Aquitània i Gascunya. L'Aquitània va refusar reconèixer l'autoritat d'Ebroí i es va erigir de facto en ducat vascoaquità separat. El duc Llop I d'Aquitània era un dels que se li oposava i va encapçalar la lluita; va ser greument ferit a Llemotges el mateix 676. El que va passar a Aquitània i Gascunya en els següents anys, és desconegut. Leodegari s'havia recuperat en part el 678, però llavors Teodoric va convocar un concili per jutjar al bisbe, al que Ebroí acusava de la mort de Khilderic II, i encara que no es van aportar proves, fou degradat pels bisbes assistents i condemnat a mort pel rei, sent executat i el seu cadàver enterrat en un bosc perquè no fos trobat per orde d'Ebroí.
Dagobert II que regnava a la part nord d'Austràsia va apartar de la majordomia de palau a Pipí d'Héristal i va nomenar Ulfoald que era enemic declarat d'Ebroí; Ulfoald va promoure la revolta dels senyors del sud d'Austràsia contra Ebroí cosa fàcil, ja que els austrasians no volien estar dominats pel rei de Nèustria; Dagobert es va aliar a Grimoald, rei dels longobards (677) que no va tardar a declarar la guerra a Teodoric però de les operacions militars no se'n sap res, ja que els cronistes de l'època no en parlen. El 679 els nobles austrasians que lluitaven contra Ebroí foren derrotats a la batalla de Bois-du-Fays.
Com s'ha dit Dagobert II hauria apartat de la majordomia de palau a Pipí d'Héristal, i per això s'atribueix a aquest o a Ebroí la conjuració que va posar fi a la vida del rei el 23 de desembre del 679, en el curs d'una cacera al bosc de Woëvre (prop de Stenay) junt amb el seu fill Sigebert (era l'únic fill mascle; Dagobert va deixar només filles), Poc després el 680 era assassinat Ulfoald i el poder va passar a Pipí d'Héristal que amb el seu cosí Martí (fills de dos germans) que es va posar al front de la noblesa austrasiana i va declarar la guerra a Teodoric al que van refusar reconèixer com a rei, tot i que la corona li pertanyia legítimament a la mort de Dagobert II i el seu fill Sigebert sense més descendents mascles.
El 680 el cap dels austrasians Pipí d'Héristal fou derrotat a Latofao (Laffaux entre Soissons i Laon) per les forces d'Ebroí, i Martí va morir i Pipí es va salvar per poc; mort el seu cosí Pipí fou el cap indiscutit de tota la noblesa austrasiana amb títol de duc d'Austràsia. No se sap si les regions de l'Austràsia meridional el van obeir però en general s'accepta que només va governar al nord al dos costats del Rin i que la part meridional fou per Teodoric
El 681 Ebroí va morir assassinat a mans d'Ermenefred, un senyor al que havia expropiat els béns. Llavors Pipí va aprofitar per posar a la majordomia de Nèustria, un majordom fidel de nom Warattó.